# Asaa: Hestevæddeløbene og Strandfest
|  | Denne artikel er oprettet af botten Steenthbot ud fra en ekstern database. Den kan derfor have sproglige fejl eller mangler. Denne skabelon kan fjernes efter kontrol af indholdet. |

Asaa: Hestevæddeløbene og Strandfest er en dansk dokumentarisk optagelse fra 1945.

## Handling
Årets hestevæddeløb i Asaa med spring over forhindringer og tivolimarked. Byen er smykket med flag. Optagelser af Asaa Kro og Asaa kutterhavn. Bilkortege gennem byen. "Ny Tids"s lokale redaktør. Tilbage til væddeløbsbanen. I sidste optagelse ses fiskere, der lander dagens fangst i havnen. Optagelserne er fra omkring 1939-45.